# Guangdong Evergrande
Guangdong Evergrande är en volleybollklubb från Guangzhou, Guangdong, Kina. Klubben grundades 24 april 2009 och ägs av företaget Evergrande.
De har spelat i kinesiska högstaserien sedan 2010 och blev kinesiska mästare 2011/2012. De vann Asian Women's Club Volleyball Championship 2013 och tog brons vid Världsmästerskapet i volleyboll för klubblag samma år.
Under 2014 avgick lagets huvudtränare Lang Ping och lagets sponsor valde att satsa mer på deras fotbollslag istället för volleybollaget. Detta ledde till att laget åkte ur högstaserien. De återkom 2017/18 i samband med att serien blev större.